# Gnetum raya
Gnetum raya är en kärlväxtart som beskrevs av Markgr. Gnetum raya ingår i släktet Gnetum och familjen Gnetaceae. Inga underarter finns listade i Catalogue of Life.